# Campylopus humilis
Campylopus humilis är en bladmossart som beskrevs av Montagne 1845. Campylopus humilis ingår i släktet nervmossor, och familjen Dicranaceae. Inga underarter finns listade i Catalogue of Life.